# Збірна Ізраїлю з футболу
Збі́рна Ізра́їлю з футбо́лу (івр. נבחרת ישראל בכדורגל) — національна футбольна команда Ізраїлю, яка керується Ізраїльською футбольною асоціацією та представляє країну на міжнародному рівні. Є членом Європейської конфедерації УЄФА з 1994 року.
Ізраїль вперше кваліфікувався на Чемпіонат світу 1970 року. Також збірна має перемогу в Кубку Азії 1964 року, перед вимушеним переходом до УЄФА.
Станом на 28 листопада 2024 посідає 76-e місце у рейтингу футбольних збірних світу.

## Чемпіонати світу
- 1930 — не брала участі
- 1934 — 1938 не пройшла кваліфікацію (як Палестина)
- 1950 — 1966 не пройшла кваліфікацію
- 1970 — груповий етап
- 1974 — 2022 — не пройшла кваліфікацію

## Кубки Азії
- 1956 — 2-е місце
- 1960 — 2-е місце
- 1964 — чемпіон
- 1968 — 3-є місце
- від 1972 не бере участі, бо перестала бути членом АФК

| Фінальний етап | Фінальний етап   | Фінальний етап | Фінальний етап | Фінальний етап | Фінальний етап | Фінальний етап | Фінальний етап | Фінальний етап | Відбірковий етап                                   | Відбірковий етап                                   | Відбірковий етап                                   | Відбірковий етап                                   | Відбірковий етап                                   | Відбірковий етап                                   | Відбірковий етап                                   | Відбірковий етап                                   | Відбірковий етап                                   |
| Рік            | Підсумок         | Очки           | В              | Н              | П              | ГЗ             | ГП             | +/-            | Зона відбору                                       | Місце                                              | Очки                                               | В                                                  | Н                                                  | П                                                  | ГЗ                                                 | ГП                                                 | +/-                                                |
| 1956           | Срібний призер   | 4              | 2              | 0              | 1              | 6              | 5              | +1             | Дві збірні-суперниці по відбору знялися зі змагань | Дві збірні-суперниці по відбору знялися зі змагань | Дві збірні-суперниці по відбору знялися зі змагань | Дві збірні-суперниці по відбору знялися зі змагань | Дві збірні-суперниці по відбору знялися зі змагань | Дві збірні-суперниці по відбору знялися зі змагань | Дві збірні-суперниці по відбору знялися зі змагань | Дві збірні-суперниці по відбору знялися зі змагань | Дві збірні-суперниці по відбору знялися зі змагань |
| 1960           | Срібний призер   | 4              | 2              | 0              | 1              | 6              | 4              | +2             | Західна                                            | 1 (4)                                              | 8                                                  | 3                                                  | 2                                                  | 1                                                  | 10                                                 | 8                                                  | +2                                                 |
| 1964           | Переможець       | 6              | 3              | 0              | 0              | 5              | 1              | +4             | Ізраїль кваліфікувався як господар змагань         | Ізраїль кваліфікувався як господар змагань         | Ізраїль кваліфікувався як господар змагань         | Ізраїль кваліфікувався як господар змагань         | Ізраїль кваліфікувався як господар змагань         | Ізраїль кваліфікувався як господар змагань         | Ізраїль кваліфікувався як господар змагань         | Ізраїль кваліфікувався як господар змагань         | Ізраїль кваліфікувався як господар змагань         |
| 1968           | Бронзовий призер | 4              | 2              | 0              | 2              | 11             | 5              | +6             | Ізраїль кваліфікувався як діючий чемпіон           | Ізраїль кваліфікувався як діючий чемпіон           | Ізраїль кваліфікувався як діючий чемпіон           | Ізраїль кваліфікувався як діючий чемпіон           | Ізраїль кваліфікувався як діючий чемпіон           | Ізраїль кваліфікувався як діючий чемпіон           | Ізраїль кваліфікувався як діючий чемпіон           | Ізраїль кваліфікувався як діючий чемпіон           | Ізраїль кваліфікувався як діючий чемпіон           |

## Чемпіонати Європи
- 1960 — 1992 не брала участі, оскільки не входила до УЄФА
- 1996 — 2020 — не пройшла кваліфікацію

| Фінальний етап | Фінальний етап     | Відбірковий етап | Відбірковий етап | Відбірковий етап | Відбірковий етап | Відбірковий етап | Відбірковий етап | Відбірковий етап | Відбірковий етап | Відбірковий етап |
| Рік            | Підсумок           | Група            | Місце в групі    | Очки             | В                | Н                | П                | ГЗ               | ГП               | +/-              |
| 1996           | Не кваліфікувалася | Група 1          | 5 (6)            | 12               | 3                | 3                | 4                | 13               | 13               | 0                |
| 2000           | Не кваліфікувалася | Група 6          | 2 (5)*           | 13               | 4                | 1                | 3                | 25               | 9                | +16              |
| 2004           | Не кваліфікувалася | Група 1          | 3 (5)            | 9                | 2                | 3                | 3                | 9                | 11               | −2               |
| 2008           | Не кваліфікувалася | Група E          | 4 (7)            | 23               | 7                | 2                | 3                | 20               | 12               | +8               |
| 2012           | Не кваліфікувалася | Група F          | 3 (6)            | 16               | 5                | 1                | 4                | 13               | 11               | +2               |
| 2016           | Не кваліфікувалася | Група B          | 4 (6)            | 13               | 4                | 1                | 5                | 16               | 14               | +2               |

*У кваліфікації до Євро-2000 команда посіла друге місце у своїй групі та вийшла до плей-офф, де поступилася збірній Данії (0:5 вдома та 0:3 у гостях).

## Ігри зізбірною України
| Дата            | Місце гри   | Статус                 | Господар | Рахунок     | Гість   | Голи                                                                                  |
| --------------- | ----------- | ---------------------- | -------- | ----------- | ------- | ------------------------------------------------------------------------------------- |
| 27 квітня 1993  | Одеса       | товариська             | Україна  | 1:1         | Ізраїль | 0:1 Харазі 55' 1:1 Коновалов 78'                                                      |
| 15 березня 1994 | Хайфа       | товариська             | Ізраїль  | 1:0         | Україна | 1:0 Банін 15' (п)                                                                     |
| 15 серпня 2005  | Київ        | Меморіал Лобановського | Україна  | 0:0 (3:5 п) | Ізраїль |                                                                                       |
| 7 лютого 2007   | Тель-Авів   | товариська             | Ізраїль  | 1:1         | Україна | 1:0 Бадір 38' 1:1 Калиниченко 73'                                                     |
| 29 лютого 2012  | Петах-Тіква | товариська             | Ізраїль  | 2:3         | Україна | 0:1 Гусєв (п) 17' 0:2 Коноплянка 45' 1:2 Хемед (п) 55' 1:3 Ярмоленко 61' 2:3 Саар 63' |
| 14 серпня 2013  | Київ        | товариська             | Україна  | 2:0         | Ізраїль | 1:0 Ротань 29' 2:0 Селезньов 71'                                                      |